# Valters & Kaža
Valters & Kaža was een Lets zangduo bestaande uit Valters Fridenbergs en Kārlis Būmeisters. Ze zijn vooral bekend door deelname aan het Eurovisiesongfestival 2005 met de ballade The war is not over.
De 18-jarige Kaža en 17-jarige Valters wonnen in 2005 de Eirodziesma; de Letse voorronde voor het Eurovisiesongfestival. Letland, dat in 2002 het songfestival had gewonnen, was na twee slechte resultaten op rij veroordeeld tot de halve finale. Het duo eindigde hierin als tiende; net genoeg voor deelname aan de 'grote' finale. Hierin ging het boven verwachting en eindigde Valters & Kaža als vijfde. Tijdens de stemming stond het duo enige tijd eerste, maar richting het einde zakte het weg naar een vijfde plaats.
Valters deed een poging om als soloartiest deel te nemen aan het Eurovisiesongfestival 2009, maar kwam niet door de voorrondes. In 2011 was het duo actief als commentator bij het songfestival. Zowel in 2010 als 2012 gaf Valters de puntentotalen door namens Letland.
Valters Fridenbergs overleed op 17 oktober 2018 op 30-jarige leeftijd aan kanker.